# St Helens Rugby League Football Club
Vous lisez un « bon article » labellisé en 2010.
Pour les articles homonymes, voir Saints.
Maillots
St Helens Rugby League Football Club dit St Helens RLFC est un club professionnel anglais de rugby à XIII basé à St Helens, dans le Merseyside près de Liverpool. Il évolue dans la Super League qui est le championnat élite d'Angleterre. Il a remporté notamment deux World Club Challenge, quatorze championnats d'Angleterre dont sept fois la Super League et à douze reprises la coupe d'Angleterre appelée Challenge Cup.
Le club est fondé le 19 novembre 1873 en tant que club de rugby, qui devient plus tard le rugby à XV, puis participe à la fondation de la Northern Rugby Football Union en 1895, qui prend le nom plus tard de la Rugby Football League, qui est à l'origine directe de la naissance du rugby à XIII. Il s'agit d'un des clubs les plus victorieux en Angleterre. Il existe une forte rivalité avec Wigan Warriors dont les derbys sont un évènement attendu chaque année. Depuis la création de la Super League en 1996, St Helens est l'un des quatre clubs à avoir remporté le titre aux côtés des Leeds Rhinos, des Wigan Warriors et des Bradford Bulls.
En 2012, le club quitte le vétuste Knowsley Road pour évoluer dans un nouveau stade plus moderne de 18 000 places afin de s'aligner aux exigences de la Super League.

## Palmarès
| World Club Challenge                                                                                 | Championnats | Coupes |
| - World Club Challenge : - Vainqueur (3) : 2001, 2007 et 2023. - Finaliste (3) : 1976, 2000 et 2003. | - Championnat d'Angleterre (Super League incluse) : - Vainqueur (17) : 1932, 1953, 1959, 1966, 1970, 1971, 1975, 1996, 1999, 2000, 2002, 2006, 2014, 2019, 2020, 2021 et 2022. - Finaliste (7) : 1965, 1967, 1972, 2007, 2008, 2009 et 2010. - Résultats en saison régulière : - Vainqueur (9) : 2002, 2005, 2006, 2007, 2008, 2014, 2018, 2019 et 2022. | - Challenge Cup - Vainqueur (13) : 1956, 1961, 1966, 1972, 1976, 1996, 1997, 2001, 2004, 2006, 2007, 2008 et 2021. - Finaliste (10) : 1897, 1915, 1930, 1953, 1978, 1987, 1989, 1991, 2002 et 2019. |

## Histoire

### Des débuts à la Seconde Guerre mondiale
Fondé le 19 novembre 1873, le club de St Helens dispute son premier match le 31 janvier 1874 contre Liverpool Royal Infirmary. Il s'agit alors d'un club de rugby. Le club déménage du City Ground, terrain qu'il partage avec St Helens Recs en 1890 pour rejoindre Knowsley Road. Il y dispute son premier match le 6 septembre 1890 contre Manchester Rangers.

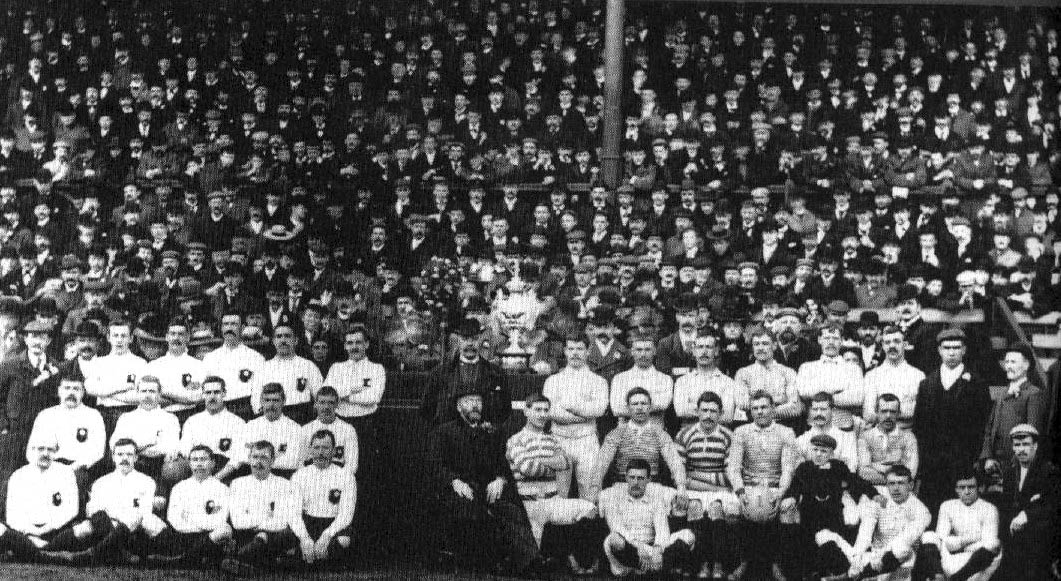
Finale de la coupe d'Angleterre 1897, à gauche Batley et à droite St Helens.

Le 29 août 1895, le club fait partie des vingt membres fondateurs de la Northern Rugby Football Union, qui prend le nom plus tard de la Rugby Football League, qui donne naissance au rugby à XIII au Georges Hotel à Huddersfield. Le premier match sous ce nouveau code de rugby se conclut sur une victoire 8-3 contre Rochdale, Bob Doherty inscrivant le premier essai de l'histoire du club en rugby à XIII. Les Saints, surnom des joueurs, évoluent alors avec un maillot rayé blanc et bleu verticalement. Lors de la première édition de la coupe d'Angleterre appelée Challenge Cup en 1897, St Helens parvient en finale mais perd la rencontre contre Batley 10-3 à Headingley. En 1902, les championnats du Lancashire et du Yorkshire fusionnent pour donner naissance à deux divisions nationales, St Helens évolue alors en première division mais termine dernier de l'exercice et est relégué en seconde division, le club fait un aller-retour la saison suivante entre les deux divisions,,. Finalement en 1907, les championnats du Lancashire et du Yorkshire refont leur apparition, St Helens rejoignant donc le championnat de Lancashire. Entre-temps, en 1906, deux joueurs de St Helens sont appelés en sélection anglaise, Frank Lee et Tommy Barton deviennent les deux premiers internationaux du club. Le 26 décembre 1909, le club connaît la plus large défaite de son histoire contre Warrington sur le score de 78-6.
Le 14 juin 1913, l'autre club de la ville St Helens Recs rejoint les Saints en adoptant le code du rugby à XIII. Celui-ci dispute ses matchs au City Road et dispute leur premier match sous le nouveau code le 6 septembre 1913, permettant à la ville de St Helens d'avoir deux clubs professionnels de rugby à XIII. Toutefois, ce club dispute son dernier match professionnel le 29 avril 1939, conséquence de la Grande Dépression et l'impossibilité de la ville de soutenir professionnellement deux clubs de rugby à XIII. Il avait notamment remporté le championnat du Lancashire en 1927.
Durant la Première Guerre mondiale, les Saints obtiennent des résultats réguliers mais ne leur permettent pas de remporter de trophée. Ils atteignent pourtant la finale de la coupe d'Angleterre en 1915 mais perdent 37-3 contre Huddersfield, puis connaissent des problèmes financiers lors de l'année 1918 qui obligent St Helens à ne disputer aucun match durant douze mois avant de refaire surface. Dans les années 1920, il remporte la coupe du Lancashire en 1927 contre St Helens Recs 10-2 à Wilderspool. Il s'agit du premier trophée remporté par le club.
Il faut attendre l'année 1930 pour revoir St Helens RLFC en finale de cette compétition. À Wembley devant 36 544 spectateurs, le club perd une nouvelle fois la finale contre Widnes 10-3, cependant St Helens se console avec son premier titre du championnat du Lancashire cette même année. En 1932, St Helens remporte son premier titre national en battant en finale du championnat d'Angleterre Huddersfield 9-5 ainsi qu'un second championnat du Lancashire.
Comme lors de la Première Guerre mondiale, les Saints sont amputés de nombreux joueurs lors de la Seconde Guerre mondiale. Les championnats officiels sont interrompus entre 1939 et 1945. Cependant en 1942 un championnat de guerre est organisé mais St Helens n'obtient aucun trophée.

### Après la Seconde Guerre mondiale
Le championnat reprend en août 1945, le 26 décembre 1949, St Helens enregistre la plus forte affluence à domicile de son histoire lors d'une rencontre Wigan, devant 35 695 spectateurs. L'arrivée de l'entraîneur Jim Sullivan en 1952 permet au club d'entrer dans une période de succès et de s'installer comme l'une des places fortes du rugby à XIII britannique. Sous son management, le club, emmené également par son capitaine Alan Prescott (1949-1960) et ses coéquipiers Frank Carlton (1956-1962), Stewart Llewellyn (1948-1957), Vince Karalius (1951-1962) et Alex Murphy (1955-1967), remporte le championnat de Lancashire en 1953, 1957, 1959 et 1960, le championnat d'Angleterre en 1953 et 1959 et enfin remporte sa première coupe d'Angleterre contre Halifax 13-2 en 1956 devant 79 341 spectateurs à Wembley. Cette même année, le club affronte la sélection australienne venue faire une tournée et lui inflige sa plus lourde défaite 44-2. En 1961, Alan Prescott succède à Sullivan au poste d'entraîneur, ce dernier rejoignant Wigan après un ultime titre de championnat de Lancashire en 1960.
La décennie des années 1960 est une période dorée pour le club des Saints. Elle est symbolisée par des joueurs tels que Tom van Vollenhoven (1957-1968), Len Killeen (1962-1967) ou Dick Huddart (1958-1964). Cela coïncide avec l'adoption d'un nouveau maillot blanc et rouge remplaçant le bleu et le blanc. Le club remporte tout d'abord la coupe d'Angleterre en 1961, remportée de nouveau en 1966, le championnat d'Angleterre en 1966, 1970 et 1971, le championnat du Lancashire en 1964, 1965, 1966, 1967 et 1969 et enfin la coupe du Lancashire en 1961, 1962, 1963, 1964, 1965, 1968 et 1969. Par ailleurs, il bat la sélection néo-zélandaise 28-7 lors de leur tournée en 1965.
Dans les années 1970, St Helens RLFC atteint à trois reprises la finale de la coupe d'Angleterre pour deux succès en 1971 contre Leeds Rhinos 16-13 et en 1976 contre Widnes 20-5, et une défaite contre Leeds 14-12 en 1978 devant des affluences dépassant à chaque reprise 80 000 spectateurs. Cette décennie est symbolisée par Kel Coslett, Geoff Pimblett et George Nicholls.
En juin 1980, Kel Coslett devient l'entraîneur deux années avant laisser sa place à Billy Benyon, les Saints remportent la coupe du Lancashire en 1984 contre Wigan et le championnat d'Angleterre en 1985 en battant 36-16 Hull KR, comptant dans son effectif deux Australiens : Phil Veivers et Mal Meninga. En 1986, Alex Murphy devient le troisième entraîneur de cette décennie. Sous sa houlette, St Helens perd deux fois en finale de la coupe d'Angleterre en 1987 et 1989 et finit second du championnat d'Angleterre en 1988. Le 14 septembre 1986, St Helens enregistre la plus large victoire de son histoire contre Carlisle 112-0 où Paul Loughlin inscrit seize pénalités pour un total de 40 points inscrits, deux records du club. En février 1990, Mike McClennan prend sa succession jusqu'en décembre 1993 remportant une coupe du Lancashire en 1991 et une seconde place au championnat d'Angleterre en 1992 et 1993. Eric Hughes reprend le club en 1994 jusqu'en 1996.

### St Helens en Super League
St Helens RLFC est devenu l'un des clubs les plus performants depuis la mise en place de la Super League en 1996, ce championnat reprend la succession du championnat d'Angleterre mais s'ouvre à d'autres pays. Il a remporté ce championnat à cinq reprises, ainsi que sept coupes d'Angleterre et trois World Club Challenge. Il s'est qualifié à toutes les phases finales depuis que celles-ci sont intégrées à la Super League en 1998. Seuls trois autres clubs sont parvenus à remporter la Super League : Leeds Rhinos, Bradford Bulls et Wigan Warriors.

#### Premières années de succès en Super League
C'est avec un entraîneur néophyte que St Helens fait ses débuts en Super League : l'Australien Shaun McRae prend en main le club lors de ses trois premières saisons en Super League (1996-1997). Sous ses ordres, St Helens remporte la première édition en 1996 au terme de la saison régulière,. Il ne perd que deux matchs, contre Wigan et Bradford, et devance d'un point le champion sortant les Wigan Warriors. Robert Goulding termine meilleur marqueur de la saison. Parallèlement, St Helens atteint la finale de la coupe d'Angleterre en écartant successivement les Castleford Tigers, les Rochdale Hornets, Salford City Reds et les Widnes Vikings. Il est opposé à Bradford, à Wembley, devant 75 994 spectateurs. Bien que le score soit en faveur de Bradford à la mi-temps, c'est St Helens qui remporte la coupe sur le score de 40-32. Lors de la saison 1997, St Helens se retrouve de nouveau en finale de la coupe d'Angleterre contre le même adversaire Bradford. Pour la deuxième année consécutive remporte la coupe (32-22) et l'homme du match est Tommy Martyn. En Super League, le club en revanche connaît moins de réussite, il perd sept fois au cours de la saison et se voit devancé par Bradford et les London Broncos à la fin du championnat pour finalement prendre la troisième place. Au cours de cette saison, le club prend également part au World Club Challenge, ce dernier adoptant un format inédit et unique dans son histoire en réunissant vingt-deux clubs européens et australiens, il y atteint les quarts de finale mais perd lourdement 66-12 contre les Brisbane Broncos, futur vainqueur de ce tournoi qui ne réussit pas aux clubs européens puisque aucun n'atteint les demi-finales. Lors de la saison 1998, St Helens, avec Anthony Sullivan comme meilleur marqueur d'essais de la saison, termine quatrième de la Super League derrière Wigan, Leeds Rhinos et Halifax Blue Sox, mais se qualifie pour les phases finales qui font leur apparition après la saison régulière. St Helens bat Bradford 46-24 puis Halifax 37-30, mais pour le match qualificatif pour la finale, Leeds Rhinos le bat 44-16. C'est une année sans titre pour le club puisqu'en coupe d'Angleterre, il est battu 22-10 par les Wigan Warriors en quart de finale. Shaun McRae quitte le club à la fin de saison pour Gateshead Thunder.
McRae est remplacé par Ellery Hanley en 1999. Après une deuxième place en saison régulière, il mène le club en finale de la Super League qui l'oppose à Bradford. C'est sur un score de 8-6 que St Helens remporte pour la seconde fois le championnat. En coupe d'Angleterre, les Saints sont rapidement éliminés par Leeds 16-24. Au début de l'exercice 2000, Hanley rencontre de nombreux désaccords avec la direction du club et est renvoyé après quelques matchs, remplacé par Ian Millward qui vient de Leigh Centurions.

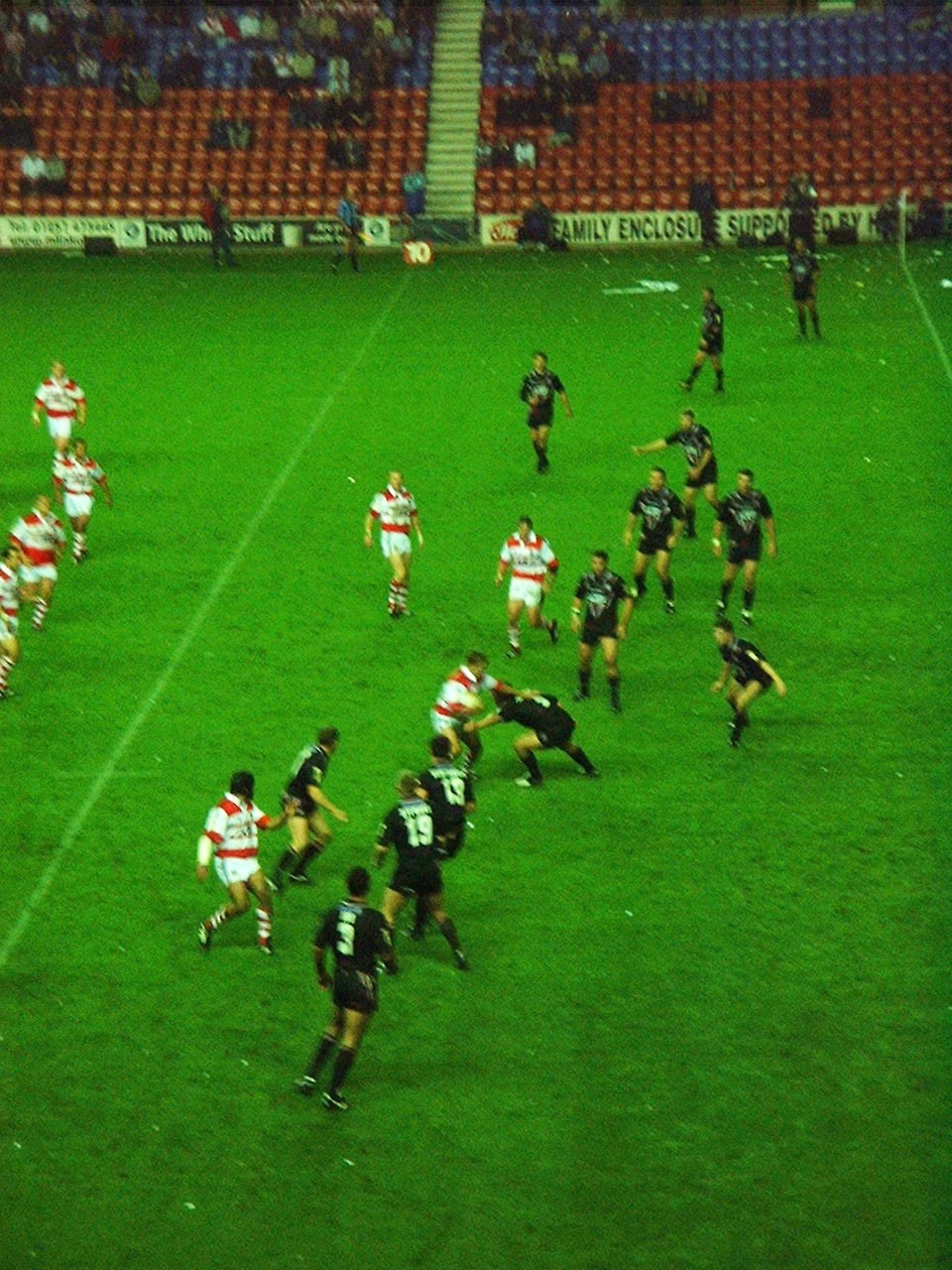
Rencontre entre St Helens et Wigan en 2001.

Millward propose un jeu porté sur l'offensive. Bien que les Saints perdent 44-6 contre Melbourne Storm à JJB Stadium en début de saison 2000 pour le compte du World Club Challenge, ils se qualifient pour la finale de la Super League qu'ils remportent 29-16 contre Wigan. Sean Long est désigné meilleur joueur de la saison et y est le meilleur marqueur d'essais et de points de la saison, Chris Joynt est désigné quant à lui homme du match de la finale de la Super League. En coupe d'Angleterre, c'est de nouveau Leeds qui les élimine au cinquième tour 26-20. En 2001, St Helens commence sa saison en remportant en janvier le World Club Challenge contre les Brisbane Broncos 20-18 puis remporte la coupe d'Angleterre 13-6 contre Bradford avec Sean Long à la baguette. Quatrième de la saison régulière où Paul Sculthorpe est désigné meilleur joueur, St Helens est tout près d'atteindre la finale de la Super League en battant Leeds et Hull FC en phases finales, mais une défaite en demi-finale contre Wigan 10-44 met un terme à leur saison. En 2002, St Helens défend son titre de coupe d'Angleterre jusqu'en finale, celle-ci se dispute à Murrayfield contre Wigan. Ce dernier prend le large en seconde période et remporte le titre 21-12. En Super League, St Helens s'impose en saison régulière, Sculthorpe remporte pour la deuxième année consécutive le titre de meilleur joueur. En finale de la Super League, St Helens remporte le titre dans les derniers instants grâce à un drop de Sean Long contre Bradford, permettant de donner l'avantage définitif aux Saints 19-18 à Twickenham.
En début de saison 2003, St Helens est battu sévèrement par les Sydney Roosters en World Club Challenge 0-38. En demi-finale de la coupe d'Angleterre, Leeds bat une nouvelle fois St Helens 33-26, ce dernier marquant également le pas en Super League avec onze défaites en saison régulière, il termine quatrième du championnat et participe aux phases finales. Après une victoire sur les London Broncos (24-6), St Helens est éliminé par Wigan 40-24. La saison 2004 débute mieux puisque le club passe avec succès les tours qualificatifs en coupe d'Angleterre pour parvenir à se qualifier en finale et la remporte 32-16 contre Wigan. Néanmoins, St Helens a des difficultés en Super League, avec dix défaites, il termine cinquième de la saison régulière et est éliminé dès le premier tour des phases finales par Wigan 18-12.

#### Les Saints avec Daniel Anderson
En mai 2005, Millward après le début de saison est suspendu puis viré pour mauvaise conduite, c'est alors l'Australien Daniel Anderson qui prend en main l'équipe après avoir mené les New Zealand Warriors en finale de la National Rugby League en 2002. Après une saison 2004 difficile, Daniel Anderson permet aux Saints de revenir au tout premier plan, ils ne perdent que quatre matchs en saison régulière et terminent premiers, Jamie Lyon est élu meilleur joueur de la Super League. Cependant, les phases finales leur sont fatales puisqu'ils perdent chez les Leeds Rhinos 16-19 puis contre Bradford Bulls 18-23. C'est la première fois en Super League qu'une équipe première de la saison régulière ne se qualifie pas pour la finale. En coupe d'Angleterre, St Helens bat successivement Huddersfield Giants (26-22) et York City Knights (62-0) et inflige la plus sévère défaite de leur histoire aux Wigan Warriors 75-0, mais en demi-finale il est battu par Hull FC 34-8, futur vainqueur de la compétition.

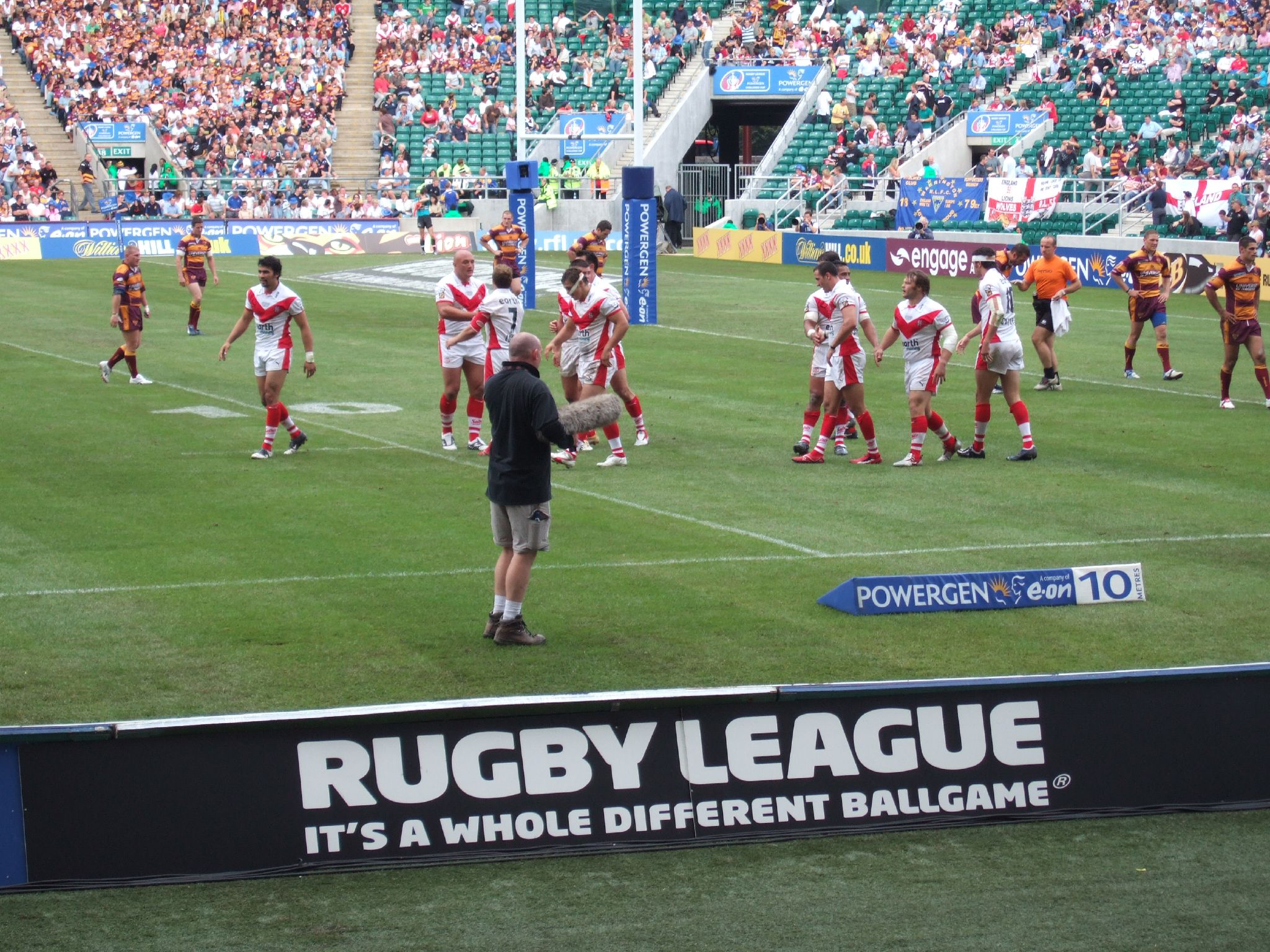
St Helens en finale de la coupe d'Angleterre en 2006.

La saison 2006 est plus heureuse pour le club, puisque après avoir battu Doncaster Lakers (56-6), Bradford Bulls (42-18), les Catalans Dragons (56-10) et Hull KR (50-0), les Saints, emmenés par leur capitaine Paul Sculthorpe, remportent à Twickenham devant 65 137 spectateurs leur dixième coupe d'Angleterre de leur histoire en battant Huddersfield 42-12, Sean Long est désigné meilleur joueur de la finale pour la troisième fois après 2001 et 2004. En championnat, St Helens remporte une nouvelle fois la saison régulière, en prenant la tête du classement aux Leeds Rhinos à quatre journées de la fin. C'est au tour de Paul Wellens d'être désigné meilleur joueur de la saison. En phases finales, le club affronte Hull FC qu'il bat 12-8 pour se qualifier en finale, Hull FC parvient en repêchage à se qualifier également pour la finale et les Saints ne ratent pas cette fois l'occasion de remporter leur cinquième titre en Super League en s'imposant 28-6 à Old Trafford devant 72 582 spectateurs. Wellens y est également désigné homme du match. C'est à cette occasion que les joueurs Paul Anderson et Jamie Lyon font leurs adieux au club. En fin d'année, Daniel Anderson est désigné entraîneur de l'année par la BBC, il s'agit d'une première pour un entraîneur de rugby à XIII, et succède au palmarès à l'entraîneur de football José Mourinho.

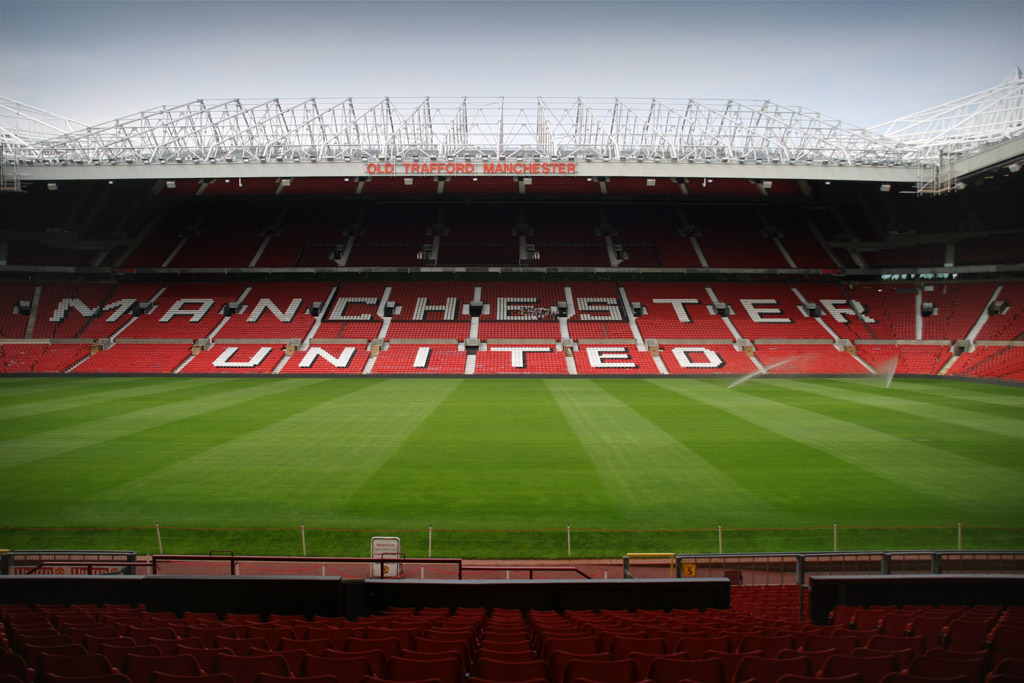
St Helens atteint trois années de suite la finale de la Super League (2006-2008), toutes disputées à Old Trafford.

En 2007, malgré une mauvaise entame, St Helens retrouve à la 14e journée la tête du championnat pour ne plus la lâcher jusqu'à la fin de la phase régulière, James Roby est désigné meilleur joueur de la saison. En début de saison, au Reebok Stadium de Bolton, les Saints remportent leur deuxième World Club Challenge contre les Brisbane Broncos, vainqueur de la NRL, 18-14, match où Paul Sculthorpe est désigné homme du match après une longue absence en raison d'une blessure. En coupe d'Angleterre, St Helens réalise un sans-faute pour atteindre une nouvelle finale en écartant Batley Bulldogs (78-14), Rochdale Hornets (70-10), Warrington Wolves (25-14) et Bradford (35-14). En finale, il est opposé aux Dragons Catalans devant 84 241 spectateurs dans un Wembley qui vient d'être rénové. Au terme d'un match réussi, St Helens s'adjuge sa deuxième coupe d'affilée en battant les Catalans 30-8, Wellens et Leon Pryce sont tous deux désignés homme du match. Enfin, aux phases finales de la Super League, St Helens se qualifie pour la finale en battant Leeds 10-8, deux semaines après c'est ce même adversaire qui affronte St Helens en finale mais Leeds parvient cette fois-ci à inverser la tendance et s'impose 33-6 à Old Trafford.

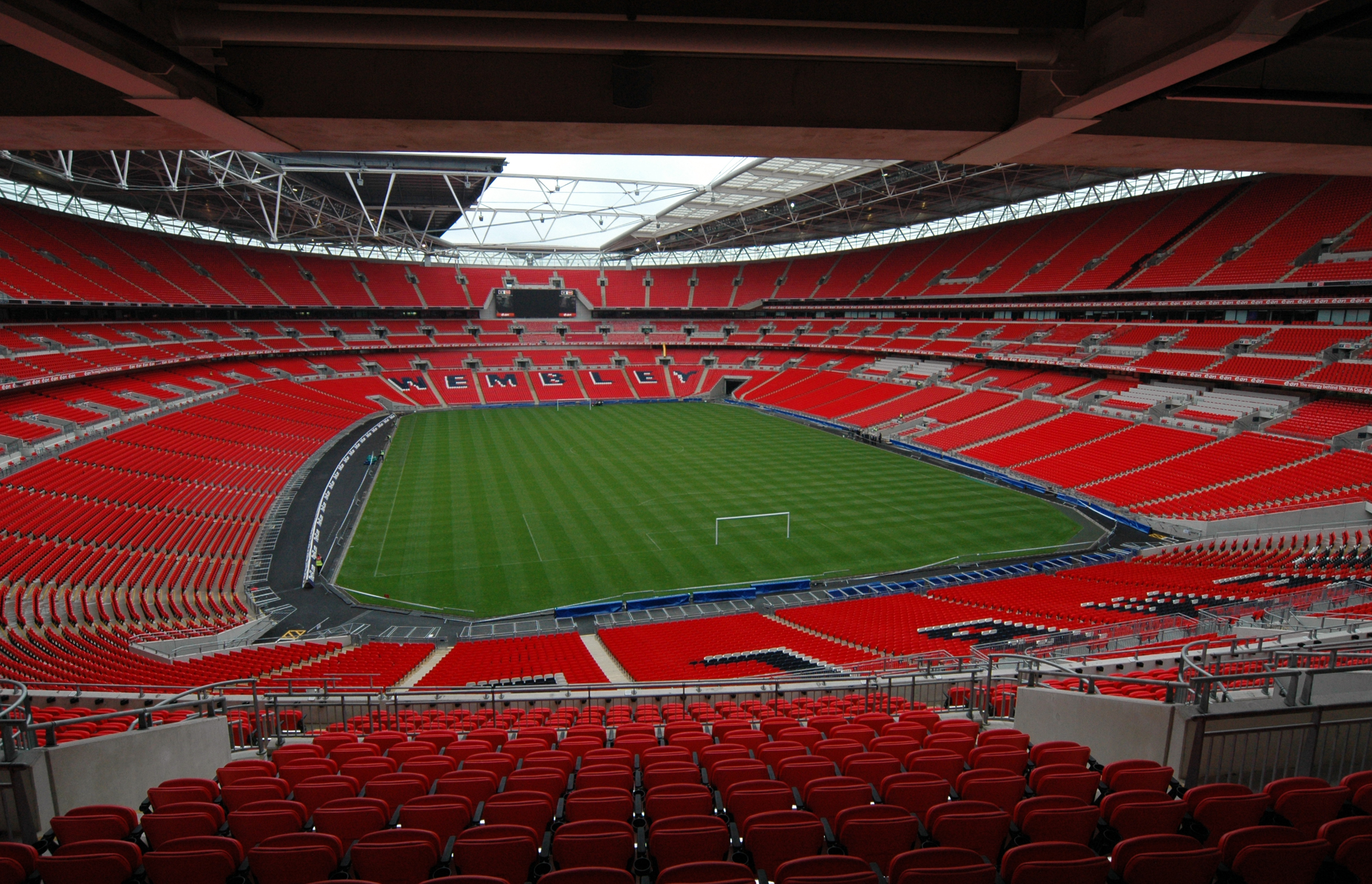
En 2007 et 2008, Wembley est le théâtre de deux titres de coupe d'Angleterre pour les Saints.

La saison 2008 est en termes de résultats la copie conforme de la saison 2007. St Helens réalise une vraie performance en remportant pour la troisième fois d'affilée la coupe d'Angleterre en battant Hull FC en finale 28-16, il a notamment éliminé Leeds Rhinos en demi-finale 26-16. En finale, Wellens est désigné pour la deuxième année consécutive meilleur joueur du match. En Super League, St Helens prend la tête du championnat à Leeds lors de la 21e journée, et, pour la quatrième année consécutive, remporte la saison régulière, un record en Super League, James Graham reçoit le titre de meilleur joueur de la saison. Les phases finales voient St Helens affronter Leeds à l'exterieur, et les Saints se qualifient pour la finale en gagnant 38-10. Et comme l'année précédente, c'est de nouveau Leeds que St Helens retrouve en finale. À Old Trafford, Leeds s'impose sur le score de 24-16. C'est sur cette défaite que l'ère Anderson se termine, celui-ci décidant de retourner en Australie à la fin de l'année. Le club voit également les départs de plusieurs joueurs ayant marqué l'histoire du club tels que Paul Sculthorpe et Mike Bennett prenant tous deux leur retraite et Willie Talau parti à Salford City Reds.

#### Mick Potter succède à Daniel Anderson

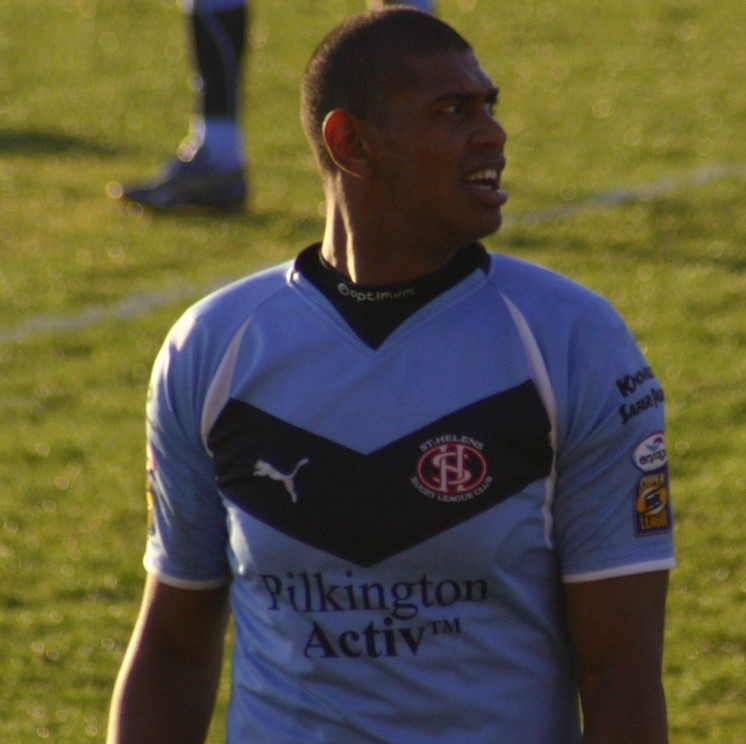
Leon Pryce, joueur marquant du club dans les années 2000.

Lors de la saison 2009, l'Australien Mick Potter arrive en provenance de la franchise française des Dragons Catalans qu'il avait menés en finale de la coupe d'Angleterre en 2007. Il remplace donc Daniel Anderson. Malgré une défaite en début de saison contre Hull KR, St Helens prend rapidement la tête du classement. Il la garde jusqu'à la 24e journée et une nouvelle défaite contre Hull KR pour laisser la première place à Leeds Rhinos. Le club clôt la saison régulière par deux défaites contre Leeds et les Dragons Catalans. Qualifié pour les phases finales, il s'impose contre Huddersfield Giants 15-2 puis contre les Wigan Warriors en demi-finale pour une nouvelle finale contre les Leeds Rhinos qu'il perd 12-18. En coupe d'Angleterre, vainqueur des trois dernières éditions, St Helens est dès son entrée dans la compétition opposé à l'un de ses plus sérieux rivaux Leeds Rhinos mais s'impose 22-18. Il confirme ensuite sa suprématie contre les Dragons Catalans (42-8) et Gateshead Thunder (66-6) mais en demi-finale contre Huddersfield, les Saints sont surpris et perdent 24-14 ne pouvant conclure un quatrième titre consécutif.

## Bilan du club toutes saisons et toutes compétitions confondues
| Année       | Année       | Saison régulière Super League | Saison régulière Super League | Saison régulière Super League | Saison régulière Super League | Saison régulière Super League | Saison régulière Super League | Saison régulière Super League | Saison régulière Super League | Phase finale Super League | Phase finale Super League | Phase finale Super League | Phase finale Super League | Phase finale Super League | Phase finale Super League | Phase finale Super League | Challenge Cup      |
| Année       | Année       | Class.                        | Points                        | MJ                            | V.                            | N.                            | D.                            | Pp.                           | Pc.                           | Perf.                     | MJ                        | V.                        | N.                        | D.                        | Pp.                       | Pc.                       | Performance        |
| Saison 1996 | Saison 1996 | 1er                           | 40                            | 22                            | 20                            | 0                             | 2                             | 950                           | 455                           | pas de phase finale       | pas de phase finale       | pas de phase finale       | pas de phase finale       | pas de phase finale       | pas de phase finale       | pas de phase finale       | Vainqueur          |
| Saison 1997 | Saison 1997 | 3e                            | 29                            | 22                            | 14                            | 1                             | 7                             | 592                           | 506                           | pas de phase finale       | pas de phase finale       | pas de phase finale       | pas de phase finale       | pas de phase finale       | pas de phase finale       | pas de phase finale       | Vainqueur          |
| Saison 1998 | Saison 1998 | 4e                            | 29                            | 23                            | 14                            | 1                             | 8                             | 673                           | 459                           | Demi-finale               | 3                         | 2                         | 0                         | 1                         | 99                        | 98                        | Quart de finale    |
| Saison 1999 | Saison 1999 | 2e                            | 46                            | 30                            | 23                            | 0                             | 7                             | 1034                          | 561                           | Champion                  | 4                         | 3                         | 0                         | 1                         | 86                        | 66                        | Huitième de finale |
| Saison 2000 | Saison 2000 | 2e                            | 46                            | 28                            | 23                            | 0                             | 5                             | 988                           | 627                           | Champion                  | 3                         | 3                         | 0                         | 0                         | 99                        | 43                        | Huitième de finale |
| Saison 2001 | Saison 2001 | 4e                            | 36                            | 28                            | 17                            | 2                             | 9                             | 924                           | 732                           | Demi-finale               | 3                         | 2                         | 0                         | 1                         | 72                        | 94                        | Vainqueur          |
| Saison 2002 | Saison 2002 | 1er                           | 46                            | 28                            | 23                            | 0                             | 5                             | 927                           | 522                           | Champion                  | 3                         | 2                         | 0                         | 1                         | 69                        | 54                        | Finaliste          |
| Saison 2003 | Saison 2003 | 4e                            | 31                            | 28                            | 16                            | 1                             | 11                            | 845                           | 535                           | Play off 2                | 2                         | 1                         | 0                         | 1                         | 48                        | 46                        | Demi-finale        |
| Saison 2004 | Saison 2004 | 5e                            | 35                            | 28                            | 17                            | 1                             | 10                            | 821                           | 662                           | Play off 1                | 1                         | 0                         | 0                         | 1                         | 12                        | 18                        | Vainqueur          |
| Saison 2005 | Saison 2005 | 1er                           | 47                            | 28                            | 23                            | 1                             | 4                             | 1028                          | 537                           | Demi-finale               | 2                         | 0                         | 0                         | 2                         | 34                        | 42                        | Demi-finale        |
| Saison 2006 | Saison 2006 | 1er                           | 48                            | 28                            | 24                            | 0                             | 4                             | 939                           | 430                           | Champion                  | 2                         | 2                         | 0                         | 0                         | 38                        | 12                        | Vainqueur          |
| Saison 2007 | Saison 2007 | 1er                           | 38                            | 27                            | 19                            | 0                             | 8                             | 783                           | 422                           | Finaliste                 | 2                         | 1                         | 0                         | 1                         | 16                        | 41                        | Vainqueur          |
| Saison 2008 | Saison 2008 | 1er                           | 43                            | 27                            | 21                            | 1                             | 5                             | 940                           | 457                           | Finaliste                 | 2                         | 1                         | 0                         | 1                         | 54                        | 34                        | Vainqueur          |
| Saison 2009 | Saison 2009 | 2e                            | 38                            | 27                            | 19                            | 0                             | 8                             | 733                           | 466                           | Finaliste                 | 3                         | 2                         | 0                         | 1                         | 39                        | 30                        | Demi-finale        |
| Saison 2010 | Saison 2010 | 2e                            | 40                            | 27                            | 20                            | 0                             | 7                             | 946                           | 547                           | Finaliste                 | 3                         | 2                         | 0                         | 1                         | 80                        | 56                        | Demi-finale        |
| Saison 2011 | Saison 2011 | 3e                            | 37                            | 27                            | 17                            | 3                             | 7                             | 782                           | 515                           | Finaliste                 | 3                         | 2                         | 0                         | 1                         | 68                        | 68                        | Demi-finale        |
| Saison 2012 | Saison 2012 | 3e                            | 36                            | 27                            | 17                            | 2                             | 8                             | 795                           | 480                           | Demi-finale               | 2                         | 1                         | 0                         | 1                         | 46                        | 42                        | Quart de finale    |
| Saison 2013 | Saison 2013 | 5e                            | 31                            | 27                            | 15                            | 1                             | 11                            | 678                           | 536                           | Play off 2                | 2                         | 1                         | 0                         | 1                         | 56                        | 21                        | Seizième de finale |
| Saison 2014 | Saison 2014 | 1er                           | 38                            | 27                            | 19                            | 0                             | 8                             | 796                           | 563                           | Champion                  | 3                         | 3                         | 0                         | 0                         | 85                        | 18                        | Huitième de finale |
| Saison 2015 | Saison 2015 | 4e                            | 38                            | 30                            | 19                            | 0                             | 11                            | 766                           | 624                           | Demi finale               | 1                         | 0                         | 0                         | 1                         | 13                        | 20                        | Demi-finale        |
| Saison 2016 | Saison 2016 | 4e                            | 40                            | 30                            | 20                            | 0                             | 10                            | 756                           | 641                           | Demi finale               | 1                         | 0                         | 0                         | 1                         | 10                        | 18                        | Huitième de finale |
| Saison 2017 | Saison 2017 | 4e                            | 33                            | 30                            | 16                            | 1                             | 13                            | 663                           | 518                           | Demi finale               | 1                         | 0                         | 0                         | 1                         | 22                        | 23                        | Huitième de finale |
| Saison 2018 | Saison 2018 | 1er                           | 52                            | 30                            | 26                            | 0                             | 4                             | 885                           | 408                           | Demi finale               | 1                         | 0                         | 0                         | 1                         | 13                        | 18                        | Demi-finale        |
| Saison 2019 | Saison 2019 | 1er                           | 52                            | 29                            | 26                            | 0                             | 3                             | 916                           | 395                           | Champion                  | 2                         | 2                         | 0                         | 0                         | 63                        | 16                        | Finaliste          |
| Saison 2020 | Saison 2020 | 2e                            | 24                            | 17                            | 12                            | 0                             | 5                             | 469                           | 195                           | Champion                  | 2                         | 2                         | 0                         | 0                         | 56                        | 6                         | Quart de finale    |
| Saison 2021 | Saison 2021 | 2e                            | 32                            | 21                            | 16                            | 0                             | 5                             | 548                           | 229                           | Champion                  | 2                         | 2                         | 0                         | 0                         | 48                        | 18                        | Vainqueur          |
| Saison 2022 | Saison 2022 | 1er                           | 42                            | 27                            | 21                            | 0                             | 6                             | 674                           | 374                           | Champion                  | 2                         | 2                         | 0                         | 0                         | 43                        | 24                        | Demi-finale        |
| Saison 2023 | Saison 2023 | 3e                            | 40                            | 27                            | 20                            | 0                             | 7                             | 613                           | 366                           | Demi finale               | 2                         | 1                         | 0                         | 1                         | 22                        | 20                        | Demi-finale        |
| Saison 2024 | Saison 2024 | 6e                            | 30                            | 27                            | 15                            | 0                             | 12                            | 596                           | 388                           | 1er tour                  | 1                         | 0                         | 0                         | 1                         | 22                        | 23                        | Quart de finale    |
| Saison 2025 | Saison 2025 | -                             | -                             |                               |                               |                               |                               |                               |                               | -                         | -                         | -                         | -                         | -                         | -                         | -                         | En cours           |

## Joueurs notables

### Temple de la renommée du rugby à XIII
St Helens a vu évoluer plusieurs joueurs introduits ensuite dans le temple de la renommée du rugby à XIII : Tom van Vollenhoven (1957-1968), Mal Meninga (1984-1985), Vince Karalius (1951-1962), Alex Murphy dans les années 1960 en tant que joueur et 1985-1990 en tant qu'entraîneur ainsi que les entraîneurs Jim Sullivan (1952-1961) et Ellery Hanley (1999-2000).

### Temple de la renommée de St Helens
Quarante-deux joueurs ont intégré le temple de la renommée propre au club de St Helens, ainsi qu'un entraîneur et un président :
| Joueur         |
| -------------- |
| Jack Arkwright |
| Frank Barrow   |
| William Benyon |
| Thomas Bishop  |
| Frank Carlton  |
| Eric Chisnall  |
| Harry Cook     |
| Kelvin Coslett |
| Robert Dagnall |
| Bernard Dwyer  |
| Alfred Ellaby  |

| Joueur            |
| ----------------- |
| Leslie Fairclough |
| Ray French        |
| Douglas Greenall  |
| Jeff Heaton       |
| Neil Holding      |
| Richard Huddart   |
| Leslie Jones      |
| Chris Joynt       |
| Vince Karalius    |
| Len Killeen       |
| Barry Ledger      |

| Joueur            |
| ----------------- |
| Stewart Llewellyn |
| Paul Loughlin     |
| John Mantle       |
| Tommy Martyn      |
| Roy Mathias       |
| Stanley McCormick |
| Glyn Moses        |
| Alexander Murphy  |
| Paul Newlove      |
| George Nicholls   |
| George Parsons    |

| Joueur              |
| ------------------- |
| Geoffrey Pimblett   |
| Harold Pinner       |
| Alan Prescott       |
| Austin Rhodes       |
| Wilf Smith          |
| James Stott         |
| Jim Sullivan        |
| Abraham Terry       |
| Tom van Vollenhoven |
| John Warlow         |
| Cliff Watson        |

### Records individuels au club
Parmi les records du club, Kel Coslett détient le record d'apparitions (519 titularisations et douze fois en tant que remplaçant entré sur le terrain) sous le maillot des Saints ainsi que le record de points (3 413 points) et de transformations (1 639 transformations). Harry Pinner détient le record de drops (73 drops) et Tom Van Vollenhoven détient le record d'essais (392 essais). Enfin Paul Loughlin détient le record de points dans un match (40 points) établi le 14 septembre 1986, match au cours duquel il réalise un autre record du club en passant seize transformations lors de la victoire de St Helens 112-0 contre Carlisle,.

## Évolution du maillot

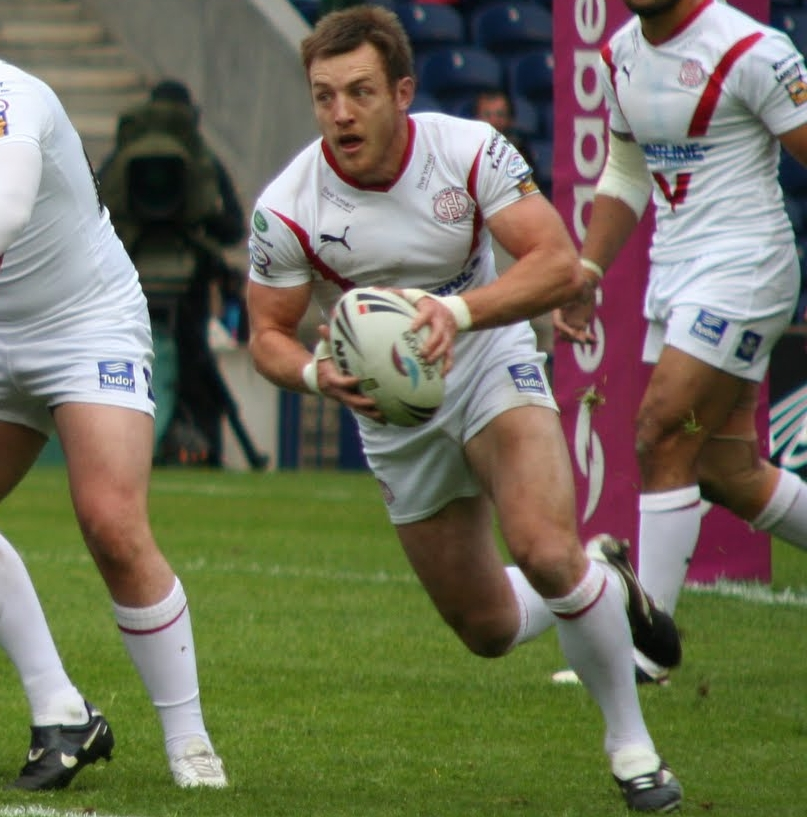
James Roby sous le maillot des Saints en 2010.

Lors de ses premières années d'existence, St Helens adopte des couleurs bleues et blanches sur ses maillots, avant le blanc et rouge. En 1961, lors d'une période à succès pour le club, un scapulaire est présent sur le maillot. Le premier maillot fabriqué par un sponsor intervient en 1981 quand Umbro sort un maillot bleu blanc rouge d'influence française à l'occasion d'un unique match, perdu contre Warrington. En 1985, le premier sponsor sur le maillot fait son apparition : « St.Helens Glass » avec un bleu ciel. Dans les années 1990, « Stag » prend le relais à Umbro. À l'extérieur, le maillot est alors bleu et blanc. En 1996, une innovation est apportée avec l'ajout du numéro du joueur ainsi que son nom. En 1997, Mizuno devient le nouvel équipementier, un nouveau logo apparaît. Depuis 2003, l'équipementier est Puma qui après retouches poursuit la tradition rouge et blanc comme couleurs prédominantes du maillot.
| Les premières années | Maillot jusqu'en 1961 | Maillot depuis 1961 |

## Stade

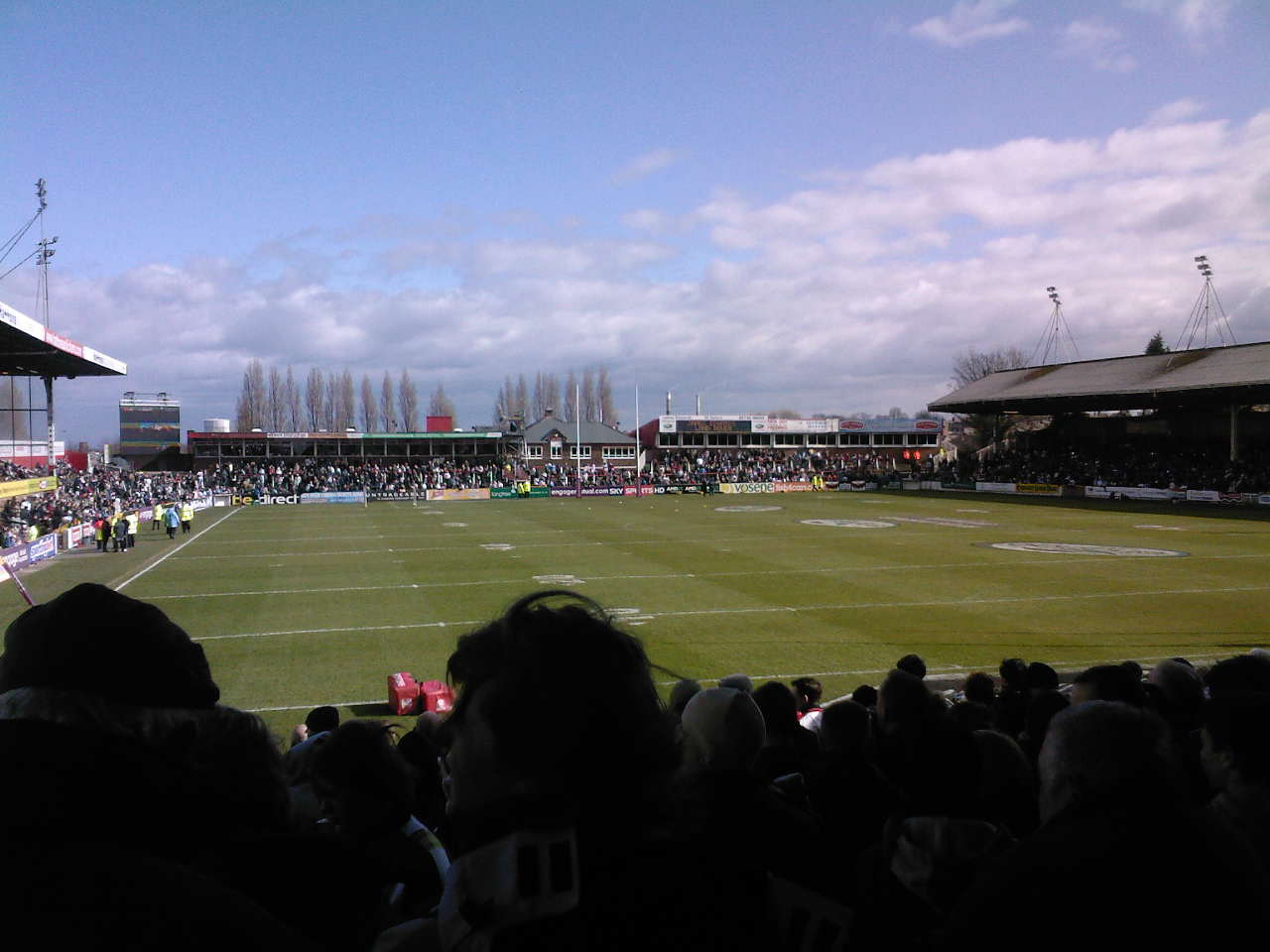
Le Knowsley Road, stade de St Helens RLFC depuis 1890.

Entre sa création en 1873 et 1890, St Helens évolue sur un terrain appelé City Ground à Saint Helens qu'il partage avec l'autre club de rugby de la ville les St Helens Rec. En 1890, le club déménage dans un nouveau stade dans lequel il évolue jusqu'à aujourd'hui : le Knowsley Road. Il y dispute son premier match après avoir rejoint la Northern Union le 7 septembre 1895 contre les Rochdale Hornets, victoire des Saints 8-3. En 1920, près de 24 000 spectateurs assistent à une rencontre contre Wigan Warriors et bat son record d'affluence le 26 décembre 1949 contre ce même adversaire avec 35 695 spectateurs. Il a en 2010 une capacité de remplissage de 17 500 places puis est renommé en 2008 en GPW Recruitment Stadium.
À l'extérieur, les plus grosses affluences devant lesquelles les Saints ont évolué se sont déroulées à l'Odsal Stadium lors de leur match contre Bradford Northern dont le record est établi le 15 mars 1950 avec 48 000 spectateurs. Enfin, sur terrain neutre, c'est à Wembley que les Saints évoluent devant leurs plus grosses affluences de leur histoire, les trois finales de la coupe d'Angleterre sont contre Wigan le 21 mai 1966 devant 98 536 spectateurs, contre Leeds Rhinos le 13 mai 1978 devant 96 000 spectateurs et de nouveau Wigan le 13 mai 1961 devant 94 672 spectateurs.
Depuis 1996 et la création de la Super League, le record est la finale de la coupe d'Angleterre contre la franchise française des Dragons Catalans le 25 août 2007 à Wembley devant 84 241 spectateurs. St Helens est l'un des clubs enregistrant les meilleures affluences en Super League avec 11 191 spectateurs par match lors de la saison 2010. Toutefois, l'avenir de St Helens RLFC est ailleurs puisque le club a décidé de se doter d'un nouveau stade à partir de février 2011. Ce dernier a un coût de 25 millions de livres sterling et disposera de 18 000 places.

## Rivalités

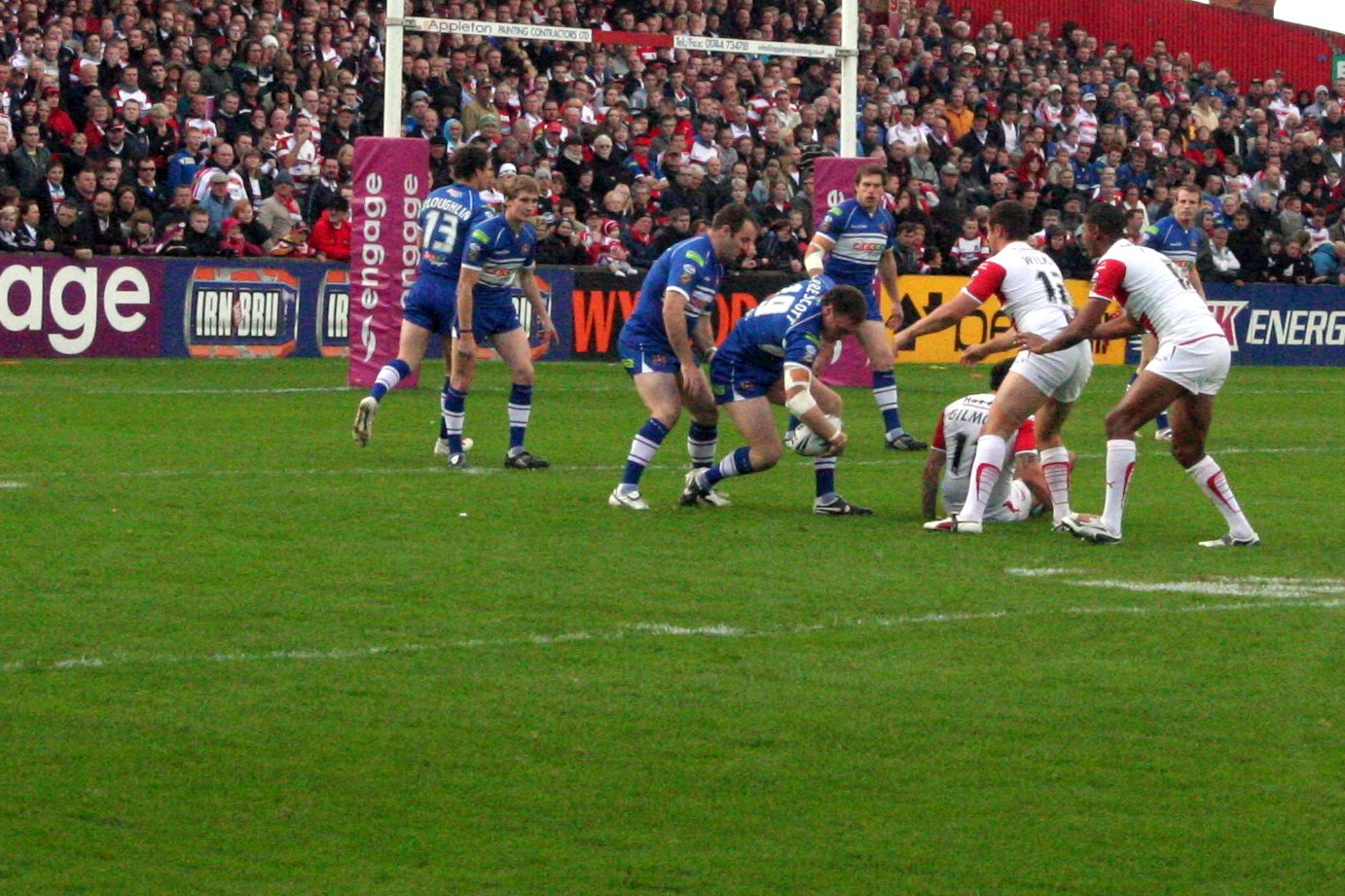
St Helens contre les Wigan Warriors en 2009.

À travers son histoire, St Helens a cultivé de nombreuses rivalités locales, par exemple les St Helens Recs dans les années 1920 et 1930, dont trois significatives aux yeux des supporters depuis l'instauration de la Super League.
Tout d'abord, il existe une rivalité locale contre les Wigan Warriors, considéré comme le grand derby anglais de rugby à XIII entre deux des fondateurs de la Northern Rugby Football Union depuis 1895. Traditionnellement disputé lors du Boxing Day, leur rencontre est décalé au Vendredi saint ou Jeudi saint depuis la mise en place de la Super League en 1996. Le bilan depuis 1996 est en faveur des Wigan avec trente-et-une victoires, trois matchs nuls et vingt-huit défaites. Ils se sont également retrouvés en finale de la Coupe d'Angleterre à six reprises et deux fois en finale de la Super League, tout d'abord en 2000 que St Helens remporte 29-16 puis en 2010 avec une victoire des Wigan Warriors 22-10.
Ensuite, une rivalité existe contre les Bradford Bulls. Bien qu'au cours de l'histoire Bradford ait dominé les années 1940 avant que St Helens ne domine les années 1950 et 1960, la rivalité a véritablement pris place avec l'arrivée de la Super League en 1996. Ils se rencontrent en finale de la coupe d'Angleterre en 1996 et 1997 ainsi qu'en finale de la Super League en 2001, toutes remportées par St Helens. Également, la Super League amène une autre rivalité entre St Helens et les Leeds Rhinos, autre club du Yorkshire, notamment dans les années 2000 avec trois finales d'affilée entre eux, toutes remportées par Leeds en 2007, 2008 et 2009.

## Mascotte

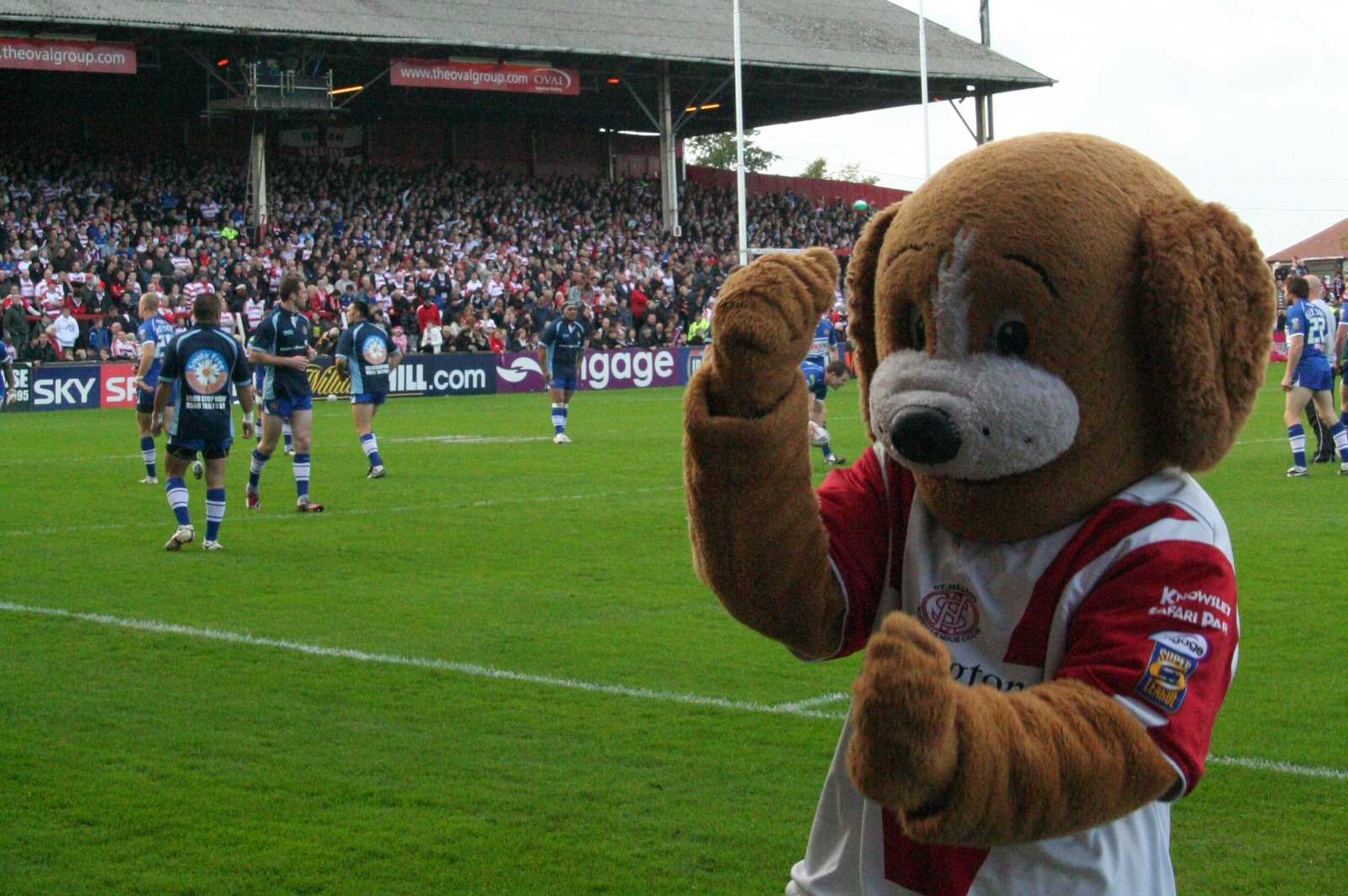
Une des deux mascottes de St Helens.

Avec l'instauration de la Super League en 1996, tous les clubs se dotent d'une mascotte si celle-ci n'existe pas. St Helens choisit un Saint-bernard pour représenter le club, ainsi qu'une Saint-bernadette. Aujourd'hui, ce sont toujours deux mascottes représentant ce chien, l'un appelé Bernard et l'autre Boots, le premier a un visage fâché, le second joyeux.